# Jean-François de Hercé
Jean-François de Hercé, né le 18 février 1776 à Mayenne et mort le 31 janvier 1849 à Nantes, est un dignitaire de l'Église catholique et homme politique français, maire de Laval puis évêque de Nantes.

## Biographie

### Famille
Petit-fils de Jean de Hercé et de Françoise Tanquerel, fils de Jean-François-Simon de Hercé et d'Anne du Bois de la Bas-Maignée, il est issu d'une ancienne et noble famille mayennaise. Il est né à l'hôtel de Hercé à Mayenne.

### Études et formation
Remarqué de bonne heure par son oncle Urbain-René de Hercé, évêque de Dol, pour son intelligence précoce, il passe son enfance près de lui, avec l'abbé François-Jean Zerelli comme précepteur. Pendant que son père siège aux États généraux à Versailles, il continue ses études à Paris au collège de Navarre du 5 mai 1789 au 30 septembre 1791, puis revient à Mayenne retrouver son premier maître.
À l'âge de seize ans et demi, dans une simple barque de pêcheur, il part pour Jersey le 15 octobre 1792 pour retrouver l'évêque de Dol et son frère qui lui avaient refusé la permission de les accompagner, puis passe en Angleterre. Il lisait déjà l'anglais, le parle en quelques semaines, se fait professeur et parvient à subvenir aux besoins de ses proches, soit à Jersey, soit à Bath où il suit son père.
Parti lui aussi pour l'expédition de Quiberon (juin-juillet 1795), il ne débarque pas, non plus qu'à la tentative sur l'Île d'Yeu, au mois de novembre 1795.

### Vie de famille
La paix le ramène en France. Revenu en Mayenne avec l'intention de devenir prêtre, il cède aux instances maternelles et épouse le 11 septembre 1804 Marie de la Haie de Bellegarde (née le 22 octobre 1781 à Laval et morte le 22 décembre 1820, dont il aura une fille unique, Marie-Lucie) ; il vient habiter la même année le château de la Roche-Pichemer, dont sa femme a hérité, et devient maire de Saint-Ouën-des-Vallons. Il est désigné comme un des Grands notables du Premier Empire du département de la Mayenne.

### Maire de Laval
Dix ans plus tard, il devient maire de Laval (20 février 1814 - octobre 1829). Pendant quinze ans, la ville connaîtra un beau développement sous son mandat.

### Ordination
Après le décès de sa femme fin 1820 et le mariage de sa fille Marie-Lucie avec Guillaume-François d'Ozouville en 1825, il est de nouveau attiré par le sacerdoce.
II rentre au séminaire de la congrégation de Saint-Pierre à Malestroit à l'âge de 54 ans, reçoit tous les ordres dans l'année 1830 y compris le sacerdoce, en la cathédrale de Rennes, le 18 décembre 1830. Désigné d'avance pour devenir curé de l'église de la Trinité à Laval, il est installé le 20 février 1831.
Il refuse les évêchés de Saint-Brieuc, d'Orléans, de Vannes, mais cède aux instances de l'évêque de Nantes qui le demande pour coadjuteur. Sacré à Nantes le 17 avril 1836, il commence la visite du diocèse à pied, bravant la pluie et le soleil ("je suis fils d'Apollon", disait-il), s'attirant l'enthousiasme des populations. Polyglotte, il confessait dans plusieurs langues les étrangers que le commerce attirait à Nantes.

## Évêque de Nantes
La mort, le 12 mai 1838, de l'évêque de Guérines, le laisse titulaire du siège de Nantes.
Plus que jamais il se dépense, réorganise les fabriques, et la caisse de retraites des ecclésiastiques, rétablit les conférences, allant prêcher jusqu'en Angleterre, où il convertit nombre de protestants. Il crée de nouvelles paroisses, fonde trois établissements de Frères des écoles chrétiennes, achète, pour en former un collège de plein exercice, le pensionnat de Saint-Stanislas, et préside aux travaux d'achèvement de la cathédrale. Sa popularité parmi les paroissiens n'empêche pas une partie de la population nantaise de se ruer sur l'évêché en février 1848. Sentant ses forces défaillir, Jean-François de Hercé démissionne de son poste le 29 novembre 1848 après avoir obtenu comme successeur l'abbé Jaquemet, vicaire général, qui avait accompagné l'archevêque de Paris Denys Affre sur les barricades à Paris.
Jean-François de Hercé avait par ailleurs vivement encouragé son gendre Guillaume-François d'Ozouville à se faire le promoteur (de 1842 à 1851) d'un évêché à Laval. Il entretenait dans le même sens une correspondance suivie avec Madame de Vaufleury, à laquelle il adressa le journal de son dernier voyage à Rome en 1846. Grâce à l'impulsion de Jean-François de Hercé et à l'opiniâtreté de Guillaume-François d'Ozouville, ce nouvel évêché fut créé en 1855.

### Mort
Il meurt le 31 janvier 1849, au terme d'une vie durant laquelle il aura pleinement réalisé sa triple vocation de père, de maire et d'évêque.

## Distinctions
- Officier de la Légion d'honneur (16 mai 1839)[2]